# Formazioni di SM-Liiga finlandese di pallavolo femminile 2011-2012
Formazioni delle squadre di pallavolo partecipanti alla stagione 2011-2012 del campionato di SM-Liiga finlandese.